# ロリー・フィッツパトリック
ロリー・フィッツパトリック（英語: Rory Fitzpatrick、1975年1月11日 - ）は、アメリカ合衆国ニューヨーク州ロチェスター出身の元プロアイスホッケー選手。ポジションはディフェンス。

## 経歴

### ジュニア時代
ジュニア時代はOHLのサドバリー・ウルブルズでプレーした。

### NHL時代
1993年のNHLドラフト2巡目(全体47位)でモントリオール・カナディアンズから指名され、入団した。
1994-1995シーズンをAHLのフレデリクトン・カナディアンズでプレーした。
1995-1996シーズン途中にカナディアンズに加わり、42試合でプレーした。
1996-1997シーズンは6試合をモントリオールでプレーした後、ピエール・タージョンと共に、トレードで、セントルイス・ブルースに移籍し、AHLに送られるまでに2試合プレーした。
1998-1999シーズンは1試合だけブルースでプレーし、残りはAHLのロチェスター・アメリカンズでプレーした。シーズン終盤にナッシュビル・プレデターズにトレードされた。プレデターズでも出場機会に恵まれず、僅か2試合プレーしただけでAHLのハミルトン・ブルドッグスに送られた。また、プレデターズがエキスパンションで創設されたばかりの弱いチームだったことも、ある意味では不運であった。ブルドッグスで過ごす間、NHLの試合を見なかったという。しかし、ブルドッグスにはなくてはならない重要な戦力だった。
2001-2002シーズンはFAになり、バッファロー・セイバーズと契約した。5試合でプレーしたものの、シーズンの大半は、出身地のロチェスターの、ロチェスター・アメリカンズで過ごした。アメリカンズでは、ジュニア時代にチームメイトだった、ジェイ・マッキーと再会した。
2002-2003シーズンは開幕を再びロチェスターで迎えた。しかし、シーズン中に4回セイバーズに呼び出され、4回目の2月12日に昇格してからは、そのまま2003-2004シーズンまで、ずっとセイバーズで過ごした。
2003-2004シーズン途中は足首を故障し、チームを褫奪してしまった。2004年7月4日、NHLに年俸調停を申請したが、調停の結果が出る前にセイバーズと合意に達し、契約した。
2004年から2005年のNHLロックアウトの間はロチェスターで20試合プレーしたほか、ロックアウトを受けて創設されたOSHL (Original State Hockey League) でリーグの崩壊までプレーし、ホッケー教室にも講師として参加した。
ロックアウトの明けた2005-2006シーズンはセイバーズに復帰し、56試合に出場。オフにはバンクーバー・カナックスに移籍し、ディフェンスのレギュラーを奪取した。
2006-2007シーズンにはプレーオフに初出場するなど、大きく活躍の機会を増やした。
オフにFAとなり、1年契約でフィラデルフィア・フライヤーズと契約。19試合に出場したが、残りシーズンはAHLのフィラデルフィア・ファントムズで過ごした。
2008-2009シーズンは若手の見本となるベテラン選手を欲していた古巣ロチェスター・アメリカンズに復帰。地元出身選手として高い人気を誇るとともに、ディフェンス陣のリーダーとして活躍し、2009-2010シーズンをもって現役を引退した。

## 2007年のオールスターファン投票
2006-2007シーズン、カナックスは18試合もの完封負けを喫したにもかかわらず、オールスターゲームのファン投票において、ウェスタンカンファレンスのディフェンス部門で、最優秀ディフェンスマンに与えられるノリス・トロフィーを4回、リーグチャンピオン3回を誇るベテラン、ニコラス・リドストロムに次ぐ3位になった。
この現象は、あるファンが提案したもので、一人で何回でも投票ができるというNHLのインターネット投票のシステムの不備を指摘するため、本来オールスターゲームに出るような選手ではないフィッツパトリックを、この不備を利用してオールスターゲームに選出させ、不備を改めさせようという一種のキャンペーンであった。
いくつかの動画がYouTubeにアップロードされ、専用のウェブサイトが作られ、フィッツパトリックのチームメイトがキャンペーンのTシャツを着てチーム練習に出るなど、キャンペーンはかなりの広がりを見せ、一時は2位まで順位を上げたものの、結局3位に終わり、オールスターゲームには選出されずに終わった。